# Toucher thérapeutique
Le toucher thérapeutique désigne de manière générale et au sens large les techniques visant à diagnostiquer (palpation médicale...) à éduquer ou rééduquer (psychomotricité) ou à soulager ou soigner par le toucher (massage en relaxation,, outil de médiation corporelle et de la « relation soignant-soigné » dans la pratique de certains soins et autres massothérapies et masso-kinésithérapie, par exemple utilisée pour soulager la fibromyalgie).
L'expression déposée à l'INPI toucher thérapeutique (ou celle de toucher thérapeutique sans-contact) désigne aussi une pratique technique se présentant comme thérapeutique et alternative, dont l'efficacité n'est pas à ce jour prouvée et donc considérée comme une pseudo-médecine ; sa promotion en tant que thérapie efficace relevant des pseudo-sciences.

## Histoire
Le toucher thérapeutique existe probablement depuis la préhistoire, et on le retrouve dans toutes les cultures et sociétés traditionnelles, sous de nombreuses formes. Il apparaît également souvent dans les religions (symbolique de l'imposition des mains, etc.).
On en connait des formes très élaborées et codifiées (shiatsu au Japon par exemple, qui inspire aujourd'hui certains psychomotriciens),,.

## Enjeux
Le toucher thérapeutique a de nombreuses implications psychologique, physiologiques et en termes de psychomotricité et de schéma corporel, pouvant notamment et par exemple concerner la peau, la douleur et notamment la douleur chronique, le dialogue tonique, l’image du corps et de soi, la communication, la sensualité, la gestion du stress et de la douleur ;
Il peut prendre diverses formes (toucher-massage psychomoteur, toucher-relaxation, enveloppement sec, etc.) notamment chez l'enfant et la personne âgée, y compris dans l'accompagnement de fin de vie.

## Formation
Dans les domaines médical, paramédical et de la psychologie, le toucher thérapeutique est une approche intégrée ou "complémentaire" principalement enseignée dans les formations de kinésithérapie et de psychomotricité où les étudiants doivent apprendre à éviter le toucher mal exécuté qui peut être contreproductif voire dangereux en matière de soins et apprendre à gérer le contact physique soignant-soigné dans le respect de l'éthique médicale

## Toucher thérapeutique sans-contact (TTSC)
Le toucher thérapeutique sans-contact est une approche qui prétend interagir avec un supposé champ énergétique de la personne, est une technique thérapeutique alternative, créée en 1972 par Dolorès Krieger, et Dora van Gelder Kunz. Les études scientifiques sur ce type de toucher thérapeutique n'ont pas trouvé d'effet significatif[réf. nécessaire]. 

### Histoire
Dora van Gelder Kunz, occultiste et guérisseuse intuitive, présidente de la société théosophique des États-Unis de 1975 à 1987, se disait habituée des communications avec les fées dans Central Park, sujet dont elle fit un livre, The Real World of Fairies (en français : Le vrai monde des fées) en 1977. 
Kunz devient le guide spirituel de l’infirmière Dolorès Krieger, qui importe ses « visions » dans le milieu infirmier. Vers 1972, Krieger reçoit l’aide de la Société américaine de théosophie pour développer sa pratique, dans un petit centre de retraite de la Société appelé Pumpkin Hollow Retreat Center dans les collines de Berkshires, état de New York. 
En 1977, Krieger fonde la Nurse Healers Professional Associates International (NH-PAI) qui encadre la pratique. Un premier ouvrage voit le jour, intitulé Therapeutic Touch : How to Use Your Hands to Help and to Heal (en français : Le toucher thérapeutique : comment utiliser vos mains pour aider et guérir) en 1979. Cette technique connaît, notamment outre-atlantique, un succès important auprès des aides soignants, dû à ses prétentions immenses sur le plan de la santé, inversement corrélées à la durée de formation (environ trois jours),,,.
En 2016, a été créé l'Association Francophone de Toucher Thérapeutique dont l'objet est de promouvoir, en langue française, l'enseignement et la pratique du toucher thérapeutique selon la méthode adaptée de celle de Dolores Krieger et Dora Kunz, développer, diffuser et promouvoir ses bonnes pratiques, méthodes et enseignement au profit du plus grand nombre, rassembler l'ensemble des praticiens exerçant formés au toucher thérapeutique, assurer la recherche et les échanges d'expériences dans ce champ, devenir une référence pour les bénéficiaires, en pratiquant toutes autres actions se rapportant au toucher thérapeutique. L'expression "toucher thérapeutique" a également été protégé à l'Inpi par l'Association Francophone de Toucher Thérapeutique.

### Méthode
La méthode présentée par Dora Kunz est orientaliste, et repose sur l'affirmation de l'existence du prãna, version hindouiste du Qi chinois, compris comme souffle vital ou « champ d'énergie ». Selon Kunz et Krieger, quelqu’un d’exercé peut, par imposition des mains et des doigts, sentir l'aura, réajuster ou rééquilibrer le « champ d’énergie » présumé de l'individu, et donc le guérir.

### Évaluation scientifique
Il n'existe pas d’étude scientifique produite par les fondatrices. L’analyse globale des articles disponibles jusqu’en 1996 pour le National Council Against Health Fraud (NCAHF) par l’infirmière Linda Rosa se conclut ainsi : « plus la structure de l’étude était rigoureuse, plus les analyses statistiques étaient détaillées, et moins il y avait d’évidence d’observation – ou observable – d’un phénomène quelconque » (Rosa, 1996). En 1999, Emily Rosa, neuf ans, devint la plus jeune publiante du Journal of the American Medical Association (JAMA), en réalisant un protocole expérimental en simple aveugle sur le toucher thérapeutique qui ne produit aucun élément en faveur de la méthode.
En 2006, Owen Hammer et James Underdown du Independent Investigations Group se penchent sur les enseignements divers délivrés aux infirmiers californiens, et présentent leur rapport au California Board of Registered Nursing (CBRN) comprenant une démonstration réfutant la validité du toucher thérapeutique. Le CBRN n'en tient pas compte et ne change absolument rien à ses directives et contenus[réf. souhaitée].
La James Randi Educational Foundation (JREF) propose depuis plus de quinze ans une somme frôlant puis dépassant le million de dollars à Dolorès Krieger pour montrer l’existence du fameux champ énergétique du toucher thérapeutique. Elle ne répond jamais, et ces refus lui valent de recevoir en 1998, le prix IgNobel en sciences de l’éducation.

#### Ouvrages généraux
- Leclercq, Patrick (2016) Les praticiens du toucher thérapeutique : vers une éducation et une formation professionnelles - L'Harmattan ; 569 p.
- Evelyne Malaquin-Pavan, « Bénéfice thérapeutique du toucher-massage dans la prise en charge globale de la personne âgée démente: », Recherche en soins infirmiers, vol. N° 49, no 2,‎ 1er juin 1997, p. 11–66 (ISSN 0297-2964, DOI 10.3917/rsi.049.0011, lire en ligne, consulté le 27 août 2022)
- Emilie Charpentier, Le toucher thérapeutique chez la personne âgée, De Boeck Superieur, 25 avril 2014 (ISBN 978-2-35327-271-6, lire en ligne)
- Jacqueline Sarda, « Le toucher en thérapie psychomotrice: », Enfances & Psy, vol. no20, no 4,‎ 1er mars 2003, p. 86–95 (ISSN 1286-5559, DOI 10.3917/ep.020.0086, lire en ligne, consulté le 27 août 2022)
- Ostuzzi A., « Le toucher thérapeutique, un accompagnement dans le vécu de la chute chez la personne souffrant de la maladie d'Alzheimer. », Université de Bordeaux -Mémoires),‎ 2021 (lire en ligne, consulté le 27 août 2022)
- N. Satori et C. Colson, « Le corps en crise dans les troubles du comportement alimentaire : toucher thérapeutique et exemple de l’impact d’une étude », French Journal of Psychiatry, congrès Français de Psychiatrie 2019, vol. 1,‎ 1er décembre 2019, S58–S59 (ISSN 2590-2415, DOI 10.1016/j.fjpsy.2019.10.124, lire en ligne, consulté le 27 août 2022)
- Bernard Andrieu, « Le soin de toucher », Le Portique,‎ 8 janvier 2007 (ISSN 1283-8594 et 1777-5280, DOI 10.4000/leportique.867, lire en ligne, consulté le 27 août 2022)